# Carex peckii
Carex peckii là một loài thực vật có hoa trong họ Cói. Loài này được Howe mô tả khoa học đầu tiên năm 1894.